# Église Saint-Martin-et-Saint-Cloud de Badefols-d'Ans
Pour les articles homonymes, voir Église Saint-Pierre.
L'église Saint-Martin-et-Saint-Cloud est une église catholique située à Badefols-d'Ans, en France.

## Localisation
L'église est située dans le département français de Dordogne, sur la commune de Badefols-d'Ans.

## Historique
La nef unique est du XIIe siècle se terminant par un chevet plat. Des bas-côtés ont été ajoutés au XVe siècle. Des chapelles ont remplacé au XVIe siècle les deux bras du transept. Le clocher situé à la croisée du transept est remonté au XVIIe siècle.

## Protection
L'édifice est inscrit au titre des monuments historiques le 12 octobre 1948. C'est par erreur que la base Mérimée la place sous le vocable de Saint Vincent, confondant en cela avec l'église de Badefols-sur-Dordogne.

## Galerie d'images

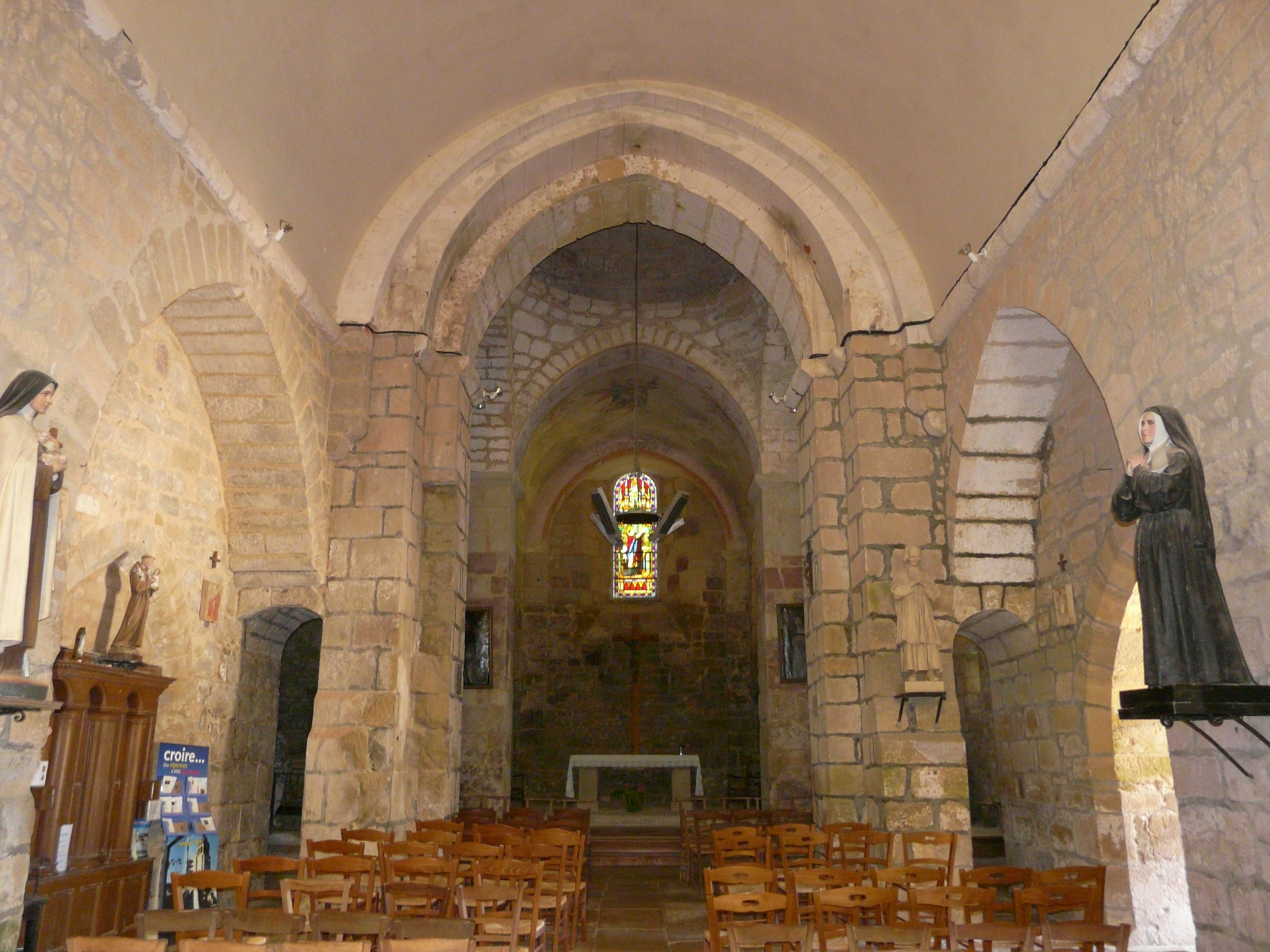
L'ensemble de la nef et du chœur.
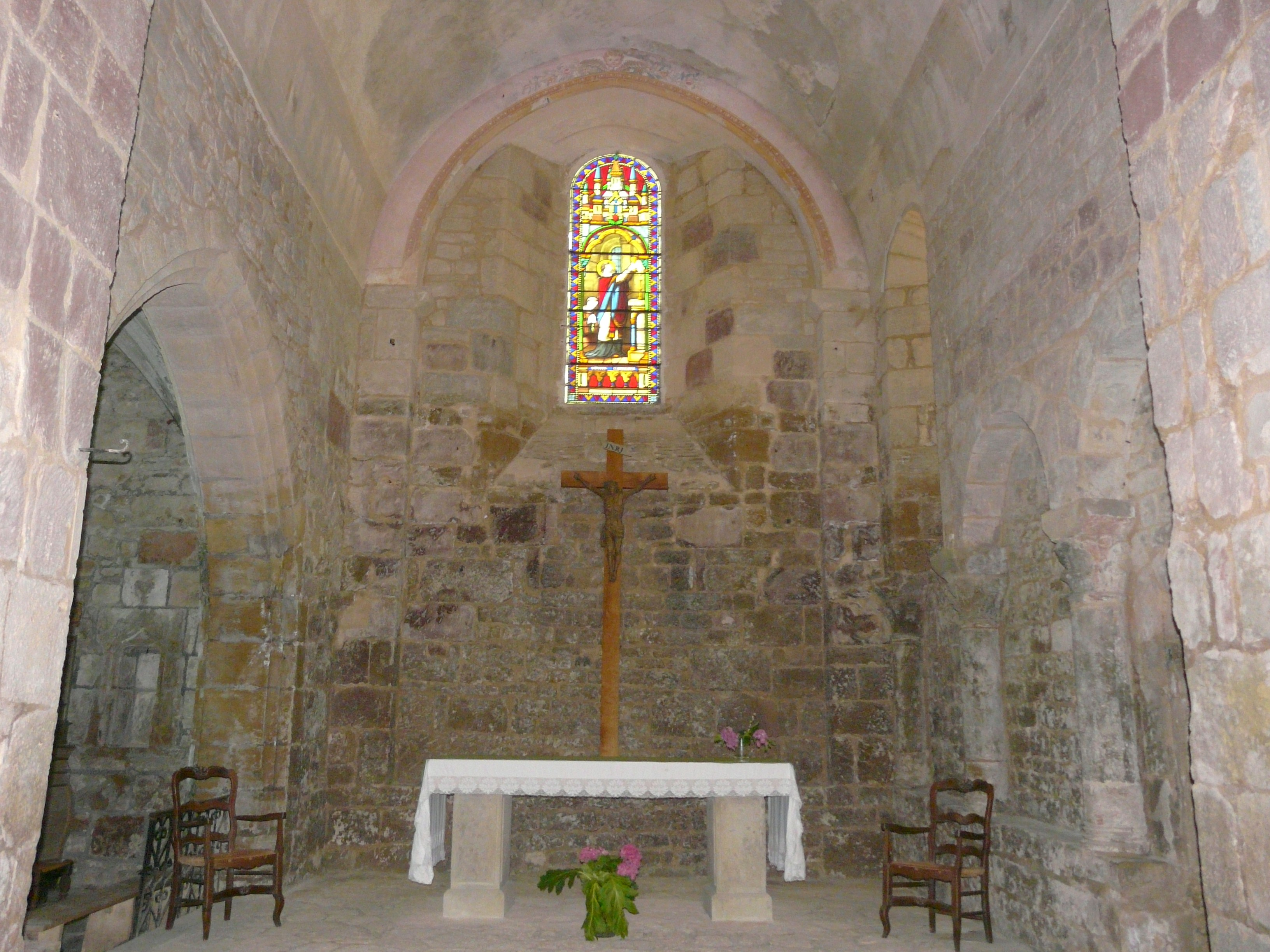
Chevet plat du chœur.
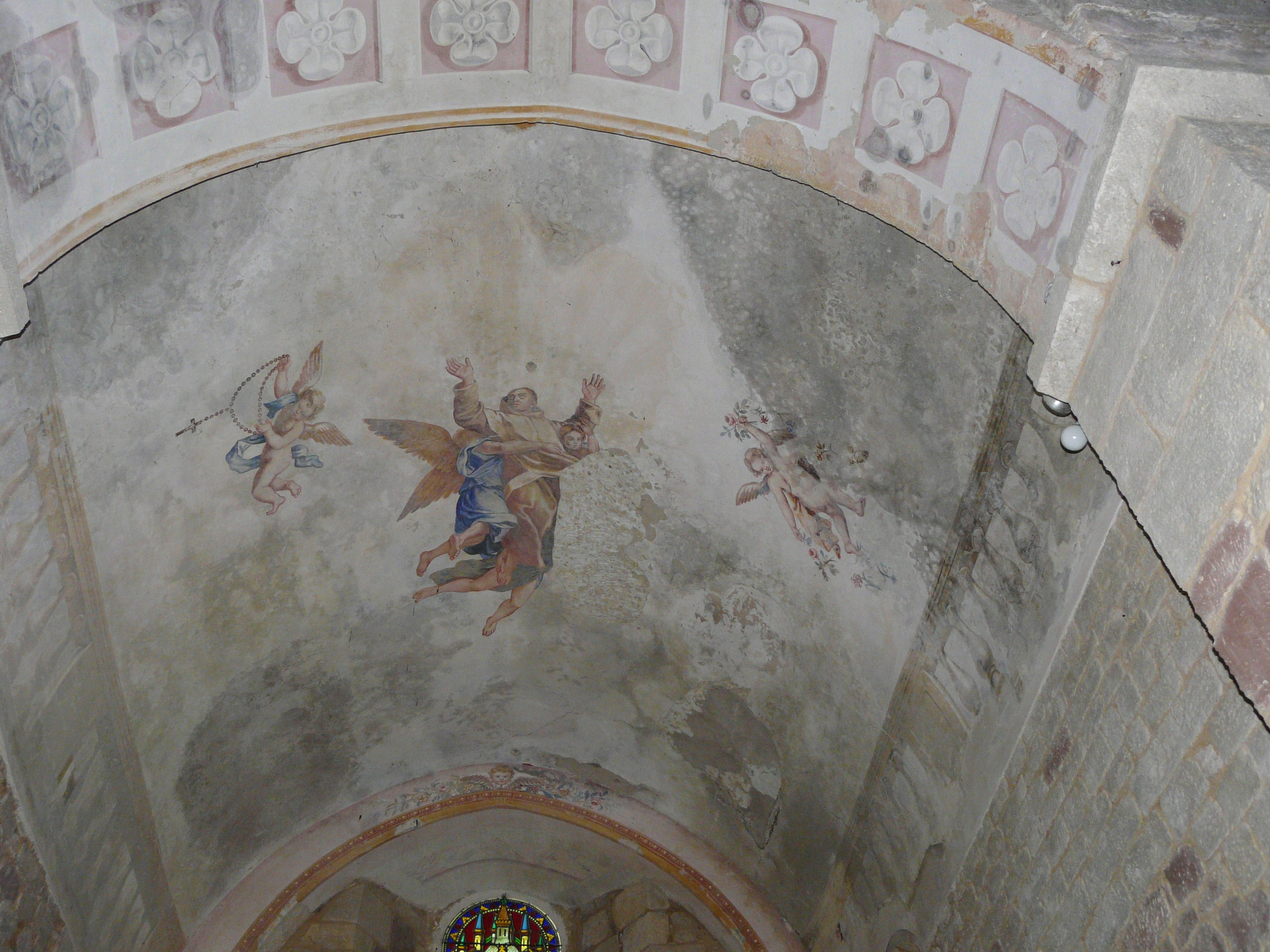
Peintures de la voûte du chœur.
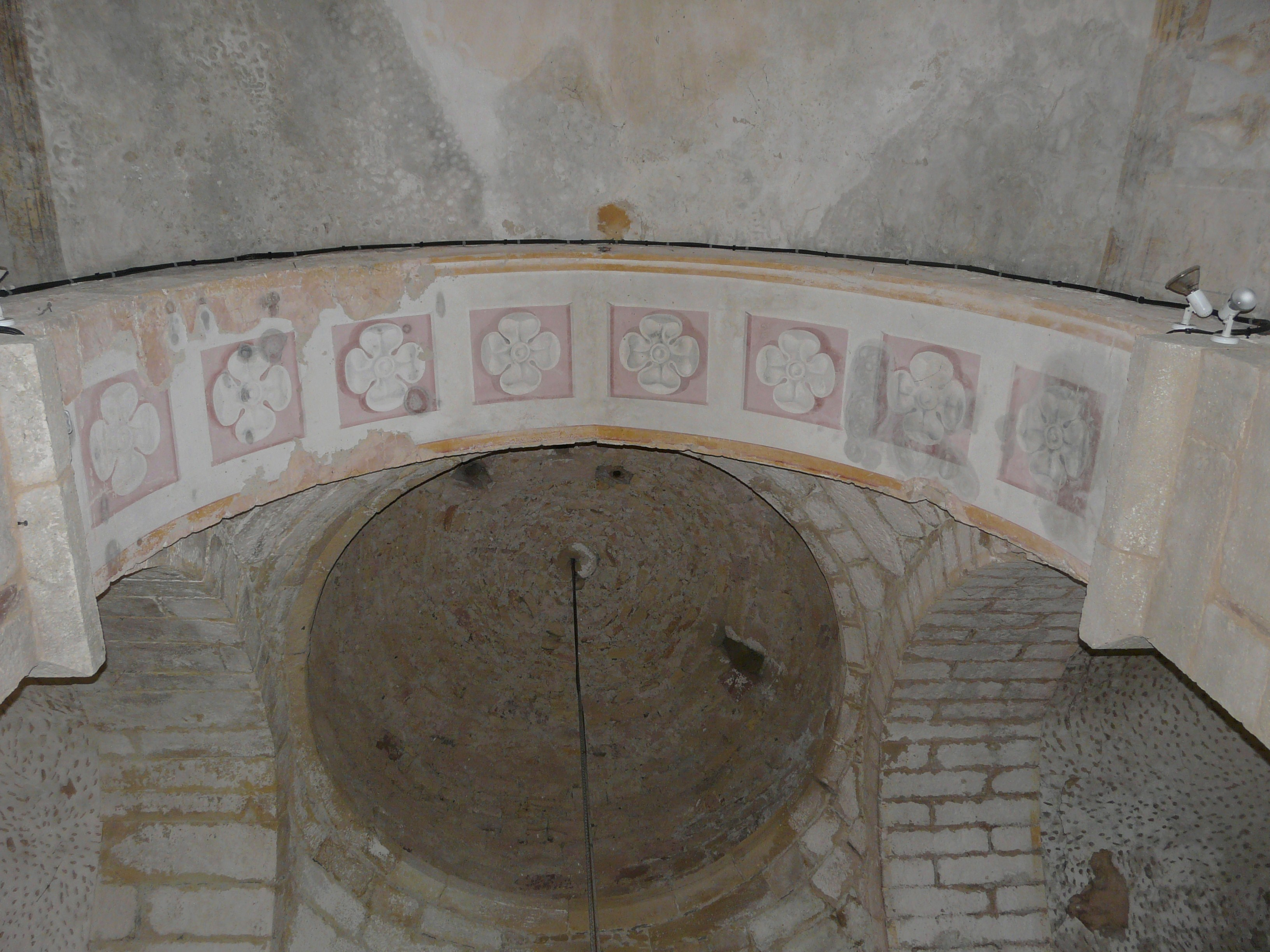
Coupole de la croisée du transept.
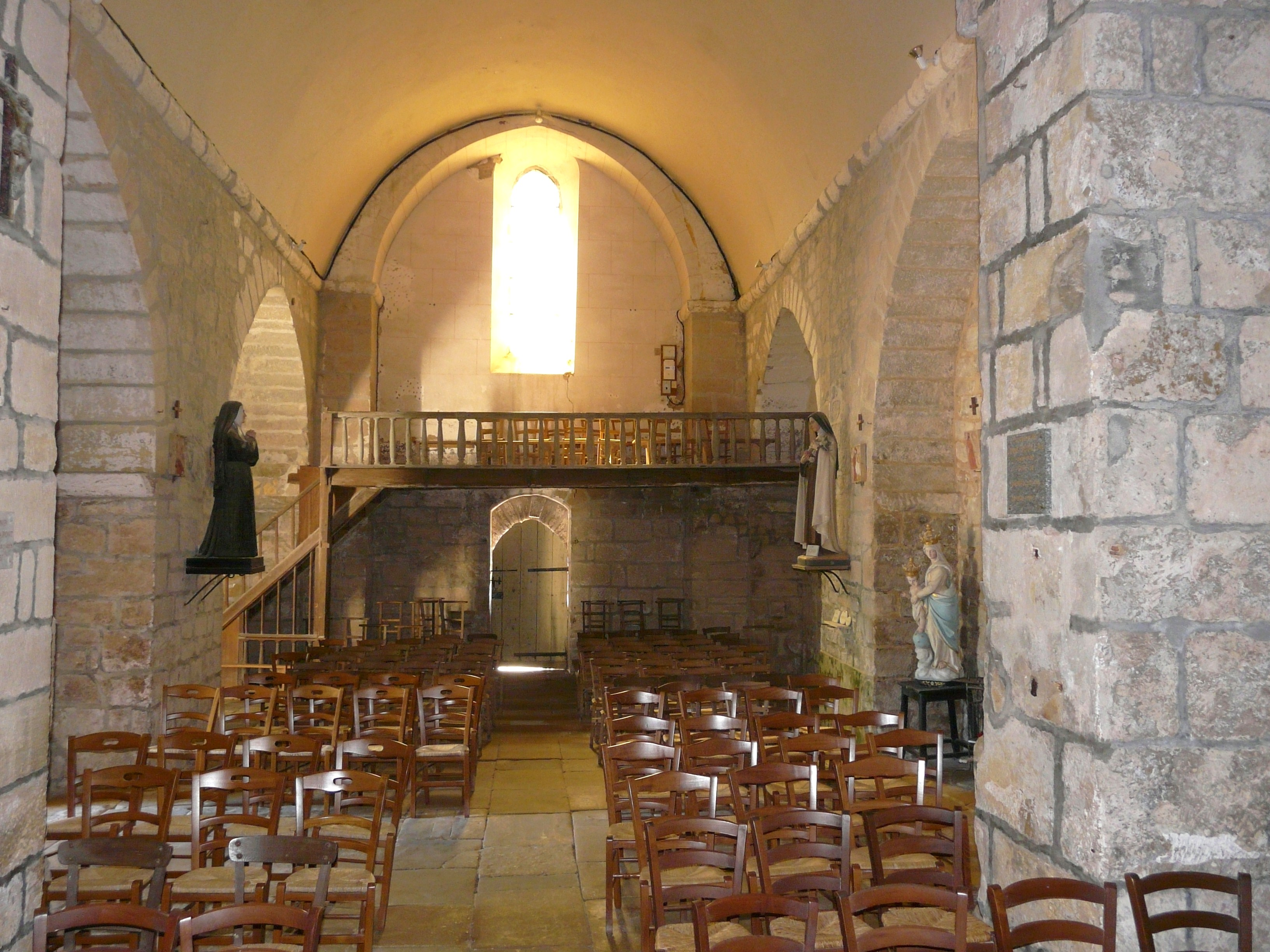
La nef.
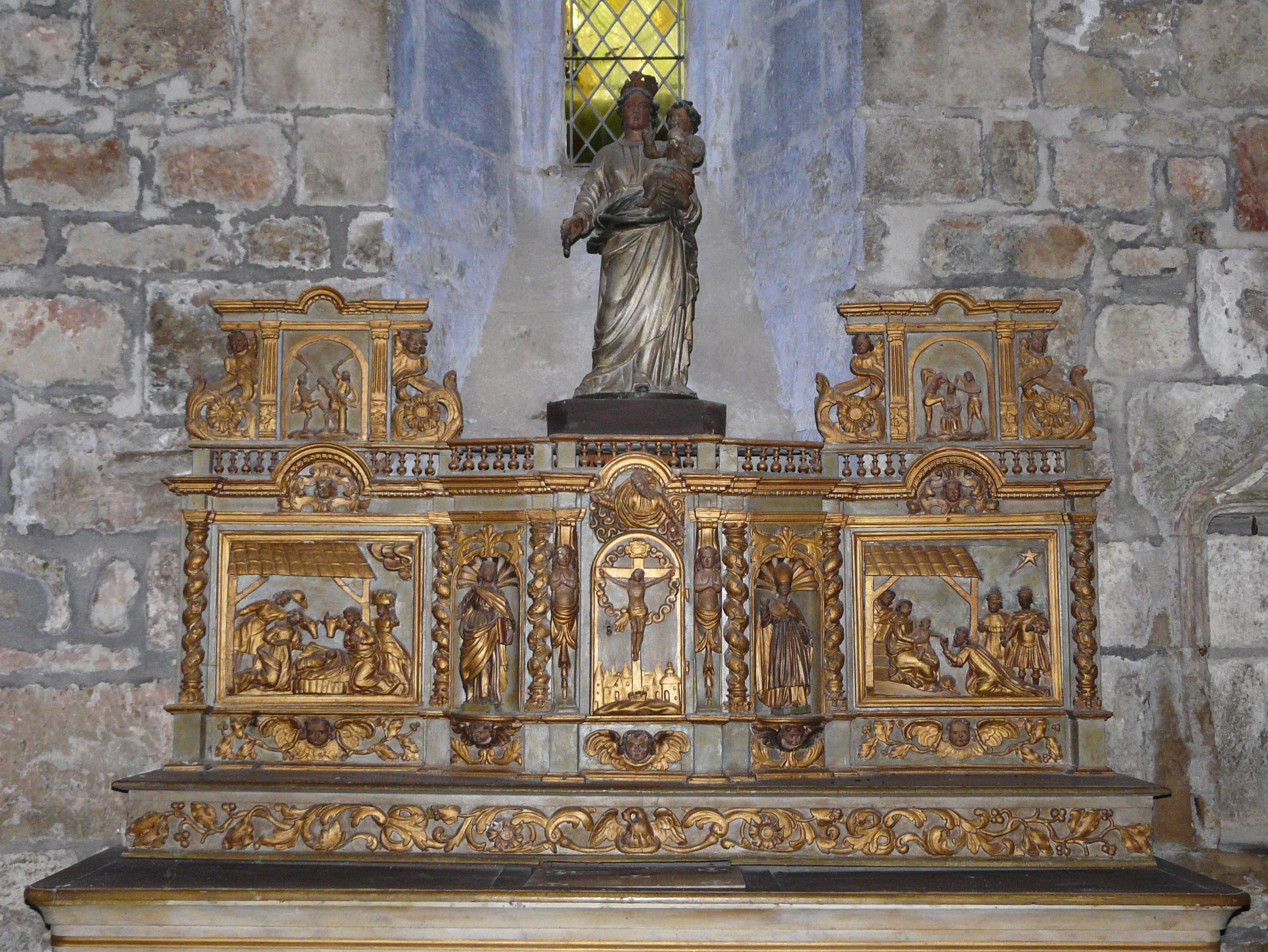
Tabernacle du XVIIe siècle.